# 脱退
| ウィキペディアには「脱退」という見出しの百科事典記事はありません（タイトルに「脱退」を含むページの一覧/「脱退」で始まるページの一覧）。 代わりにウィクショナリーのページ「脱退」が役に立つかもしれません。 |